# Ułan Ude (stacja kolejowa)
Ułan Ude (ros. Улан-Удэ) – stacja kolejowa w miejscowości Ułan Ude, w Buriacji, w Rosji. Znajduje się przy ul. Rewolucji 1905 r.
Na stacji rozpoczyna bieg Kolej Transmongolska.

## Galeria

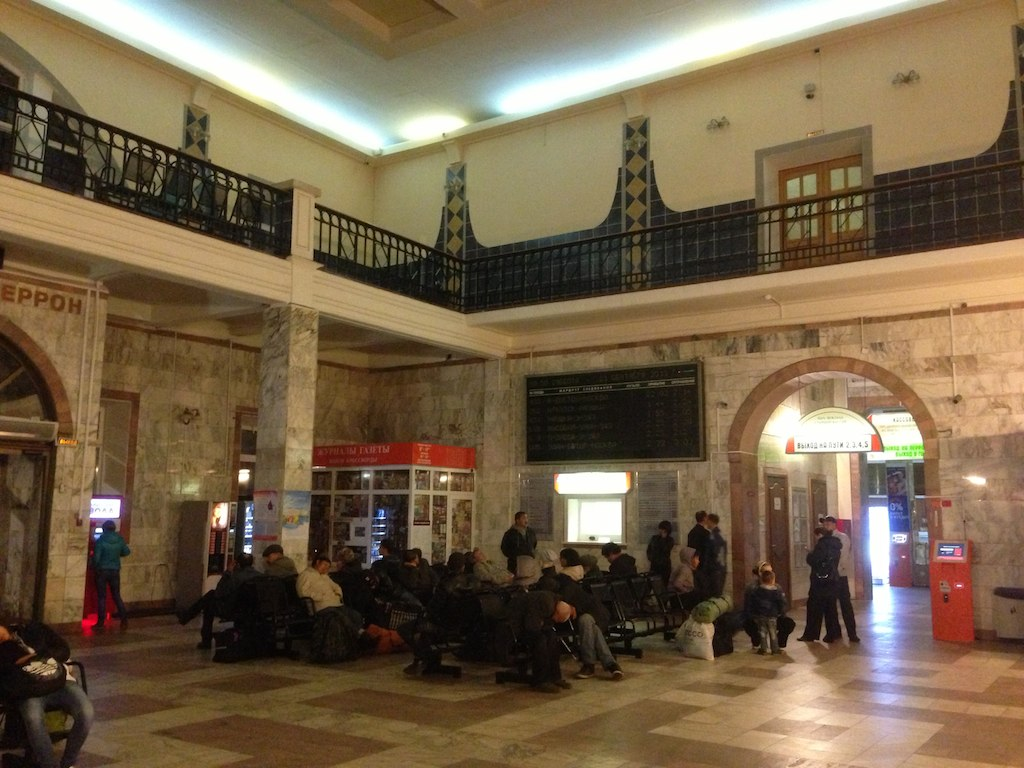
Wnętrze budynku stacyjnego
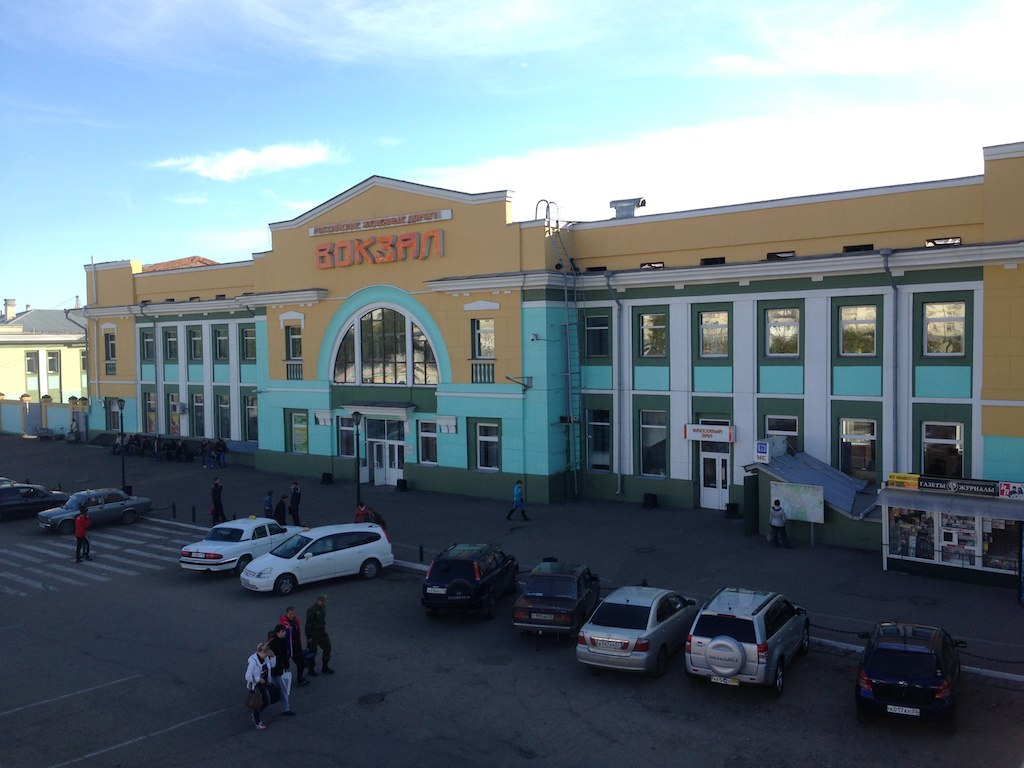
Budynek stacyjny od strony miasta
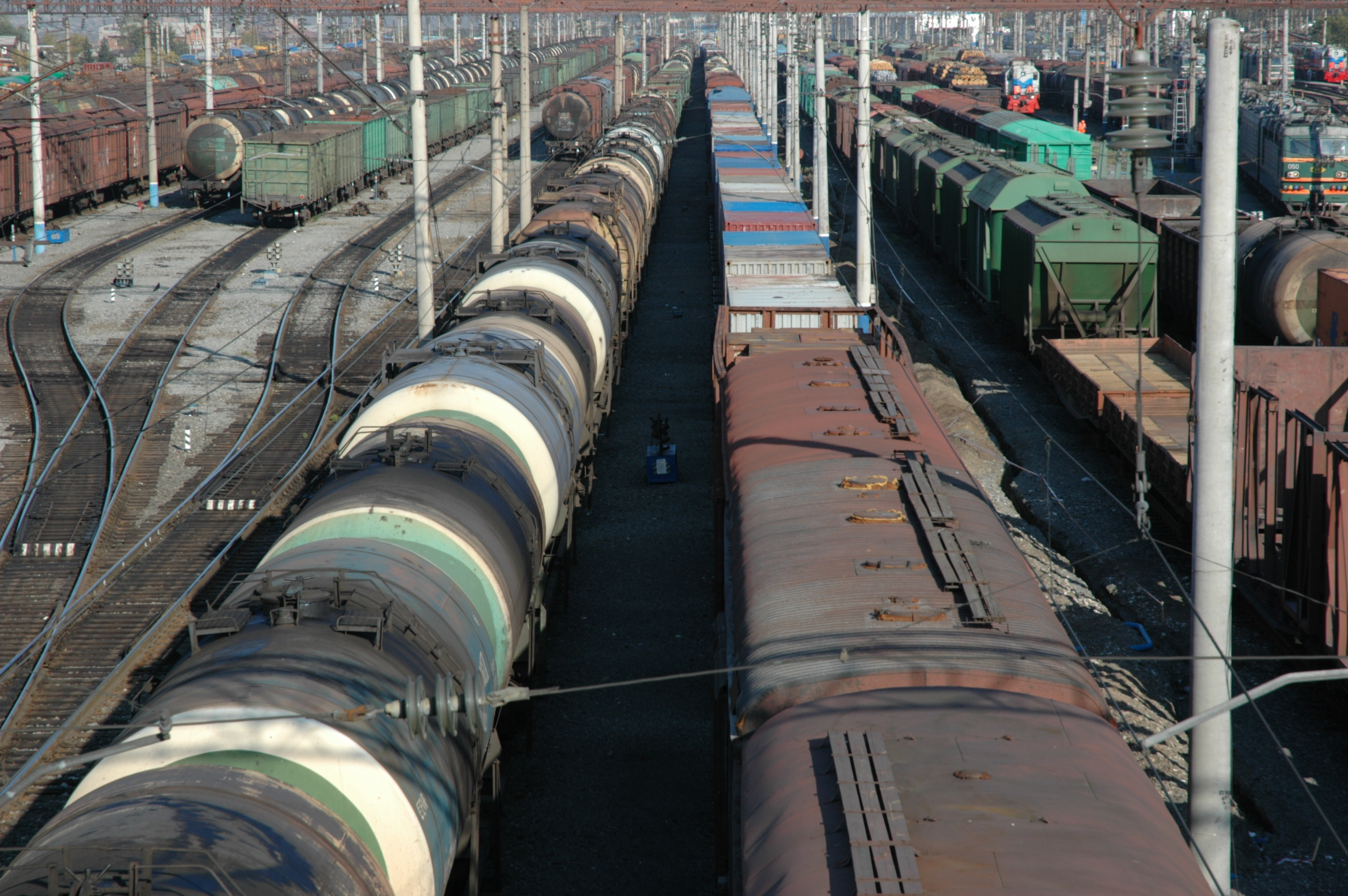